# Piedra Plat
Koordinaten: 12° 31′ 25″ N, 69° 59′ 25″ W

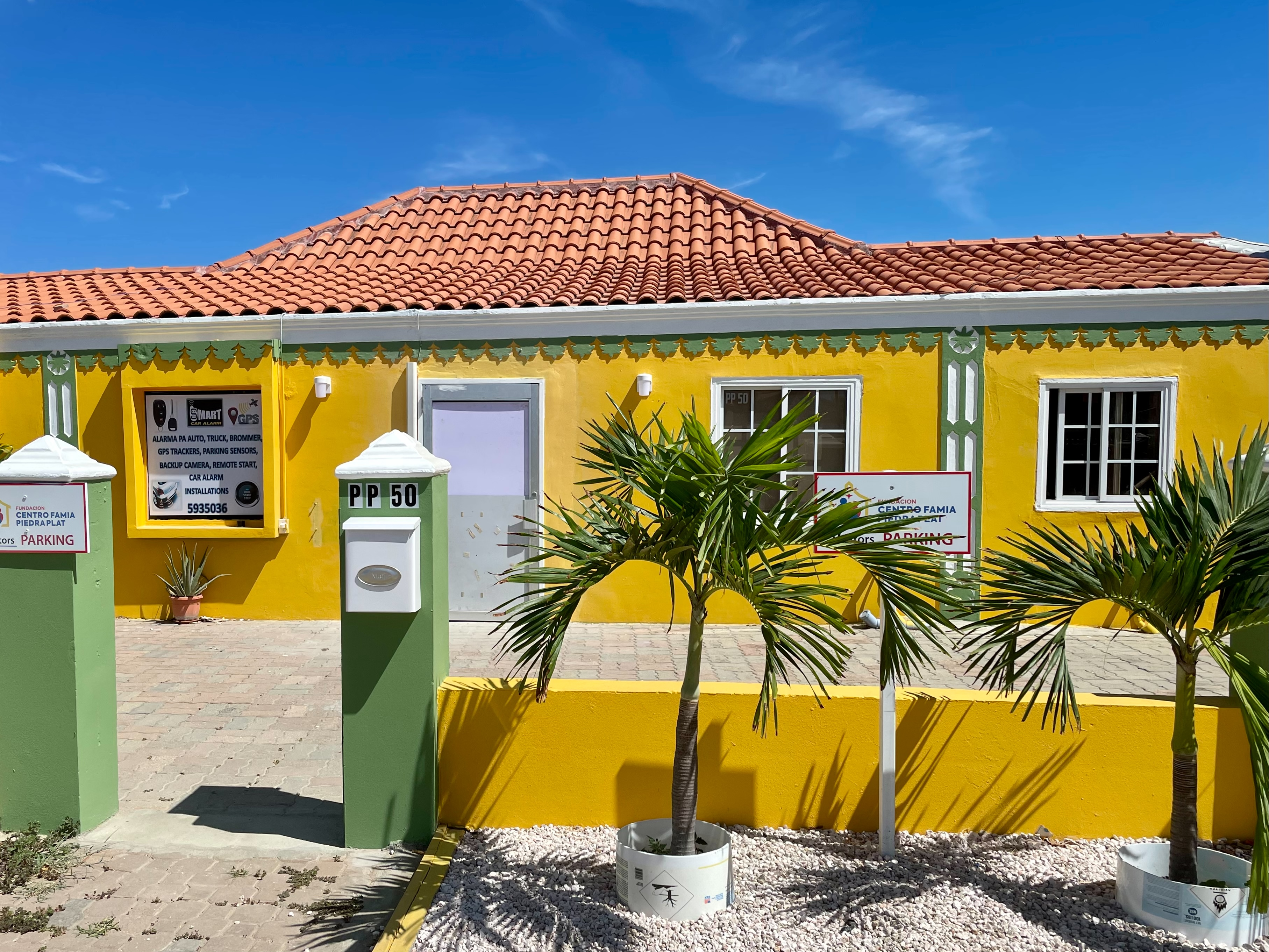
Haus in Piedra Plat (2023)

Piedra Plat ist eine Kleinstadt auf der Insel Aruba, östlich von Oranjestad-Oost. 
Piedra Plat mit einer Gemeindefläche von rund 1,1  km² liegt beidseitig der Hauptstraße 4.  Bekannt ist der Ort durch das Unterhaltungszentrum Piedra Plat Entertainment Center, ein beliebter Ort für Tanz-, Musik- und Kunstveranstaltungen und dem 3.000 Zuschauer fassenden Stadion Franklin J.Th. Bareño Stadium, dem Heimspielort des 1958 gegründeten Vereins SV Britannia.